# Okres Pułtusk
Okres Pułtusk (polsky Powiat pułtuski) (polsky Powiat pułtuski) je okres v polském Mazovském vojvodství. Rozlohu má 828,63 km² a v roce 2020 zde žilo 51 741 obyvatel. Sídlem správy okresu je město Pułtusk.

## Gminy
Městsko-vesnická:
- Pułtusk

Vesnické:
- Gzy
- Obryte
- Pokrzywnica
- Świercze
- Winnica
- Zatory

## Město
- Pułtusk

## Demografie
Počet obyvatel (informace z 31. června 2007):
|         | Celkem | Celkem | Ženy   | Ženy  | Muži   | Muži  |
|         | Osob   | %      | Osob   | %     | Osob   | %     |
| ------- | ------ | ------ | ------ | ----- | ------ | ----- |
| Celkem  | 51 011 | 100    | 25 812 | 50,60 | 25 199 | 49,40 |
| Město   | 19 156 | 100    | 10 060 | 19,72 | 9 096  | 17,83 |
| Vesnice | 31 855 | 100    | 15 752 | 30,88 | 16 103 | 31,57 |